# 사티아 나델라
사티아 나라야나 나델라(Satya Narayana Nadella, 1967년 3월 24일 ~ )는 미국의 기업인이다. 현재 스티브 발머를 이어 마이크로소프트 사의 최고 경영자로 일하고 있다.

## 경력

### 마이크로소프트 입사 전
마이크로소프트 사에서 일하기 시작하기 전에는 선마이크로시스템즈에서 근무하였다.

### 마이크로소프트
1992년에 입사하였고, 처음엔 부회장으로 시작하여 클라우드/엔터프라이즈 그룹을 이끌며 컴퓨팅 플랫폼, 개발자 도구, 그리고 클라우드 서비스에 대한 업무를 맡았다. 2014년에 스티브 발머가 경영 부진 악화로 물러가면서 최고경영자로 임명되었다. OS에 의존했던 사업모델에서 모바일 클라우드 기업으로 성공적인 체질개선에 성공했다는 평가를 받는다.

## 저서
- Hit Refresh, 2017년 9월

## 참조
1. ↑  “'안정' 택한 MS…새 CEO에 사티아 나델라”. 《블로터》. 2014년 2월 5일. 2022년 10월 31일에 확인함.
2. ↑  “마이크로소프트, 차기 CEO에 사티아 나델라 임명”. 《YTN》. 2014년 2월 4일. 2022년 10월 31일에 확인함.
3. ↑  “위기의 MS를 모바일 클라우드로 ‘새로고침’”. 한국일보. 2018년 1월 15일. 2018년 1월 16일에 원본 문서에서 보존된 문서. 2018년 1월 16일에 확인함.